# Spycies: Dos espies rebels
Spycies: Dos espies rebels (en xinès, 动物特工局, Dòngwù tègōng jú) és una pel·lícula d'espies d'animació sinofrancesa del 2019 dirigida per Guillaume Ivernel i Zhiyi Zhang. Va ser finançada per la plataforma iQIYI i produït per Lux Populi. La pel·lícula es va estrenar al Festival Internacional de Cinema d'Animació d'Annecy el 14 de juny de 2019 i al Festival Internacional de Cinema de Xangai el 17 de juny del mateix any (on va ser nominada a la millor pel·lícula d'animació), abans de ser estrenada a la Xina l'11 de gener de 2020. S'ha doblat i subtitulat al català per al SX3.
Va recaptar 128 milions de iuans, convertint-se en la segona pel·lícula d'animació més taquillera del 2020 a la Xina i la dissetena pel·lícula d'animació més taquillera de la Xina de tots els temps.
La pel·lícula va rebre crítiques generalment positives a la Xina, però va rebre més crítiques negatives a escala internacional. A l'agregador de ressenyes Rotten Tomatoes, la pel·lícula té un índex d'aprovació del 43% basat en set ressenyes.

## Sinopsi
Vladimir és un agent secret amb molt de talent, però li costa obeir ordres, motiu pel qual l'acaben destinant a una plataforma en alta mar amb la missió de vigilar un material classificat com a màxim secret. I com si no n'hi hagués prou amb això, allà es veurà obligat a formar equip amb Hector, un agent de segona que es passa el dia jugant a videojocs i veient les sèries de moda. Ara bé, quan uns intrusos aconsegueixen infiltrar-se a la plataforma i robar el material secret, els dos improbables companys s'embarcaran junts en una estrambòtica missió que els durà a un hospital encara més estrambòtic. Plegats, hauran de recuperar el material robat i descobrir la veritat sobre una amenaça climàtica que està posant en perill espècies en vies d'extinció.